# 敦布勒韋尼鄉 (康斯坦察縣)
43°56′0″N 27°59′0″E / 43.93333°N 27.98333°E
敦布勒韋尼鄉（羅馬尼亞語：Comuna Dumbrăveni, Constanța），是羅馬尼亞的鄉份，位於該國西南部，由卡拉什-塞維林縣負責管轄，面積52平方公里，海拔高度130米，2007年人口594，人口密度每平方公里11人。